# 奧拉瓦鄉

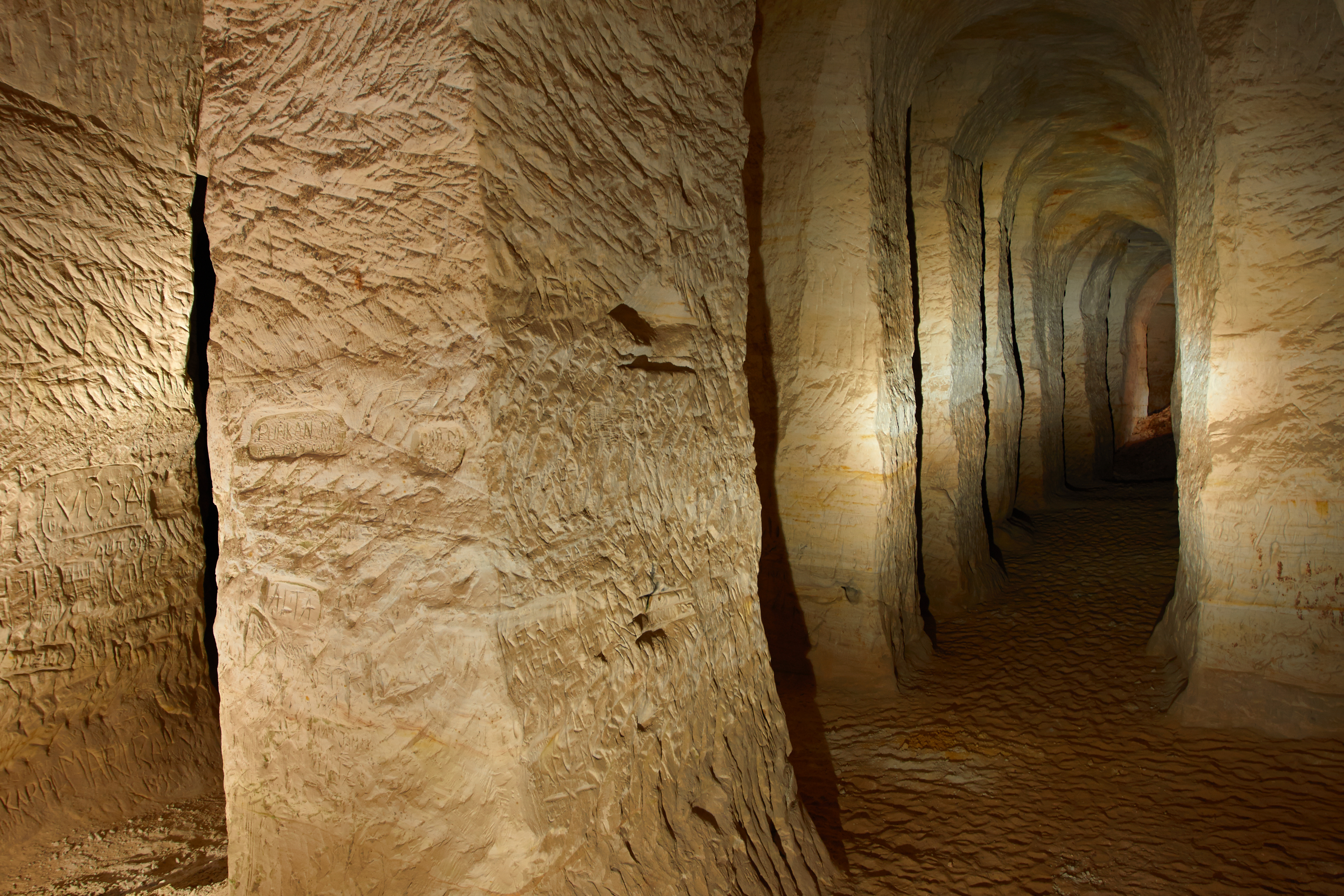
皮乌察沙洞

奧拉瓦鄉，曾是愛沙尼亞珀爾瓦縣的一個鄉村型市镇，位於該國東南部，行政中心設於奧拉瓦，面積176平方公里，2008年人口854，人口密度每平方公里5人。
2017年爱沙尼亚行政改革后，奧拉瓦与沃鲁县的其他市镇一起合并为新的沃魯市鎮，从而隶属沃罗县。
57°53′14″N 27°27′29″E / 57.88722°N 27.45806°E